# Францішек Бернард Мнішек
Францішек Бернард Мнішек (пол. Franciszek Bernard Mniszech; бл. 1590 — 30 грудня 1661, Дукля) — польський шляхтич, урядник та військовик Королівства Польського Речі Посполитої. Представник шляхетського роду Мнішеків власного гербу.

## Життєпис
Народився близько 1590 року, був наймолодшим сином у сім'ї. Батько — львівський староста, сандомирський воєвода Єжи Мнішек, мати — дружина батька Ядвиґа з Тарлів, брат — Станіслав Боніфацій Мнішек, сестра — Марина Мнішек (1588—1614) — московська цариця.
Брав участь у виправі на Московію 1610—1612 років. Після смерті батька брат Станіслав Боніфацій відступив йому Сяніцьке староство. Влітку 1615 року записався на навчання до Падуанського університету. На думку сучасників (зокрема, Францішека Вольського), був освіченим, орієнтувався в політиці, історії, архітектурі, географії, медицині. Був улюбленим придворним короля Сигізмунда ІІІ Вази, який подарував йому свій кований візерунок із золотим ланцюгом. Був послом Сеймів 1627, 1629 і 1631 років. Під час безкоролів'я після смерті Сигізмунда ІІІ Вази на Вишенському сеймику 3 червня 1632 року обраний ротмістром для оборони Сяніцької землі. 15 липня 1638 року став сандецьким каштеляном. 17 вересня 1659 року переказав сину Сяніцьке та Щирецьке староства, 1661 року — тенуту Беську (мав з 1627)
Був власником маєтностей у Перемиському, Львівському, Сяніцькому повітах. Зокрема, був дідичем Хирова, Дуклі. Головна резиденція — замок в Ляшках Мурованих, який було відбудовано після «катастрофічних» руйнувань 2 рази, виклав коло 200000 злотих.
Помер 30 грудня 1661 року під час епідемії в Дуклі, де й був похований.

### Сім'я
Перша дружина — Барбара з Бончальських, дітей в шлюбі не мав. Друга — Барбара зі Жмигороду Стадніцька (пом. 1653), від цього шлюбу були: син — Єжи Ян Вандалін Мнішех і доньки Урсула Тереза (†1668), перша дружина князя Костянтина Криштофа Вишневецького, та Францішка Барбара, чоловіком якої був Бонавентура Константин Белжецький, стольник галицький.